# Aethephyllum pinnatifidum
Aethepyllum es un género monotípico de plantas suculentas perteneciente a la familia Aizoaceae. Su única especie: Aethephyllum pinnatifidum (L.f.) N.E.Br., es originaria de Sudáfrica.

## Descripción
Es una pequeña planta suculenta caducifolia que alcanza un tamaño de 10 cm de altura a una altitud de  80-600 metros en Sudáfrica.

## Taxonomía
Aethephyllum fue descrito por el taxónomo y botánico inglés, Nicholas Edward Brown, y publicado en Möller's Deutsche Gärtn.-Zeitung 43: 400 (1928). La especie tipo y única es: Aethephyllum pinnatifidum (L.f.) N.E.Br (Mesembryanthemum pinnatifidum L.f.)
Etimología
El término Aethephyllum significa "hoja inusual" y se refiere a las hojas lobuladas de este tipo, en contraste con los bordes regulares de las hojas que generalmente se encuentran en Aizoaceae.
Sinonimia
- Mesembryanthemum pinnatifidum L.f. (1782) basónimo
- Micropterum pinnatifidum (L.f.) Schwantes
- Mesembryanthemum pinnatum Thunb. (1791)
- Cleretum pinnatifidum (L.f.) L.Bolus (1927)[1]